# زیریان (کلیبر)
زیریان یکی از روستاهای استان آذربایجان شرقی است که در دهستان پیغان‌چایی بخش مرکزی شهرستان کلیبر واقع شده‌است.
- «نتایج سرشماری ایران در سال ۱۳۸۵». درگاه ملی آمار. بایگانی‌شده از روی نسخه اصلی در ۲۱ آبان ۱۳۹۲.

روستای زیریان در پنج کیلومتری شهرستان کلیبر قرار دارد  در مسیر تبریز به کلیبر در سمت چپ ودر دل کوهها قرار دارد و یک روستای کوهستانی است و جنگلهای اطرافش منظره ای زیبا به این روستا بخشیده طبیعت بکر این روستا می‌توانست سالانه هزاران گردشگر را به این روستا روانه کند که علاوه بر طبیعت خاص آن نزدیک بودن  به قلعه تاریخی بابک یک سفر به یاد ماندنی را برای گردشگران اللخصوص کوهنوردان رقم می‌زد اما در سایه بی توجهی مسؤلان این روستا نه تنها مقصد مسافرین نیست بلکه یک روستای محروم نیز به حساب میآید به طوری که اهالی روستا همچنان از داشتن یک راه خوب برای رفت و آمد به کلیبر محروم هستند مسیری توسط اهالی بازگشایی شده که سه کیلومتر با آسفالت فاصله دارد اما مسؤلان برای خودشان زحمت نمیدهند سالی دو سه بار این راه خاکی را ترمیم کنند البته مسولین بیست و چند سال پیش لطفی کردند راه سه کیلو متری را رها کردند یک راه بازگشایی کردند که تقریبا با جاده اصلی کلیبر هشت کیلومتر فاصله دارد و با کلیبر  سیزده ،چهارده کیلومتر فاصله دارد   که در اکثر اوقات سال  بازهم در سایه بی توجهی مسؤلین فقط ماشین های روستایی مثل نیسان ،جیپ و موتور میتواند رفت آمد بکند خلاصه  این روستای زیبا نه تنها پذیرای مسافرین نیست بلکه اهالی این روستا دیگر یواش یواش روستا را ترک میکنند و اگر با این روال پیش برود روستای زیریان چند ساله دیگر خالی از سکنه خواهد بود روستایی که علاوه بر طبیعت بکرش یک روستای خوب برای دامداری نیز  هست طوری که میشود نزدیک به صد خانوار در این روستا از طریق دامداری امرار معاش بکنند و زندگی خوبی داشته باشند ولی اکثر اهالی روستا به شهرستانهای کلیبر ،تبریز، باسمنج ،تهران و کرج کوچ کرده و اکثریتشان نیز کارگر ساختمان (گچ کار و نقاش)هستند  باز هم میشود این روستا را آباد کرد و مهاجرت ها معکوس شوند و فقط نیاز به مسؤلین با لیاقت و با وجدان و  کار بلد هست و البته نماینده ای که فقط در ایام انتخابات لیست روستا ها را مرور نکند بعد از انتخابات هم یک نگاهی به لیست روستاها داشته باشد 

در پایان یک پیشنهادی داشتم اگر اهل کوه و کوهنوردی  طبیعت و هستید و دنبال ماجراجویی و ثبت خاطرات به یاد ماندنی در طبیعت هستید بنده حقیر  روستای زیریان را نیز به شما پیشنهاد میکنم که در لیست سفرهایتان باشد 